# オカミズオジギソウ

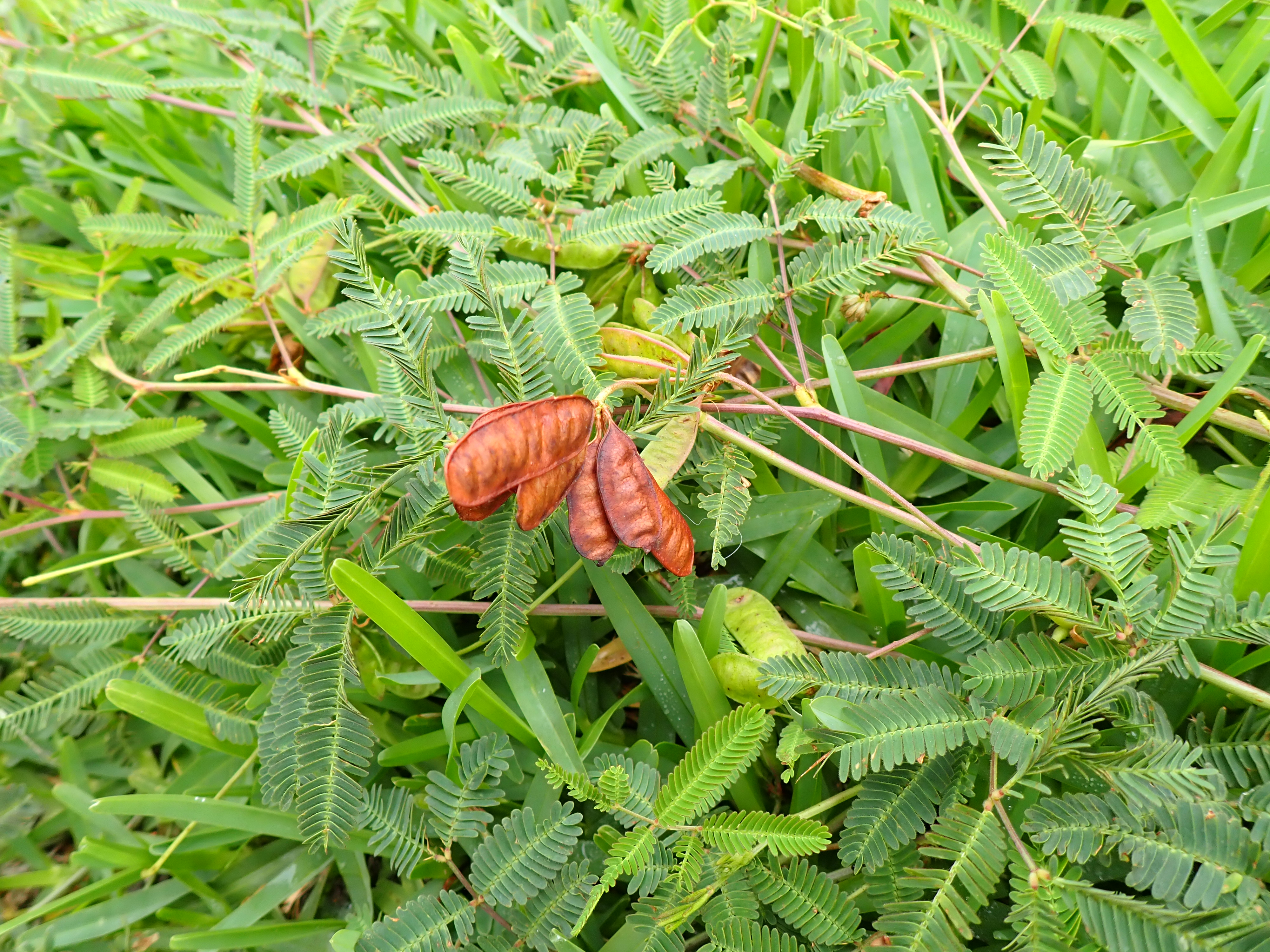
オカミズオジギソウの豆果

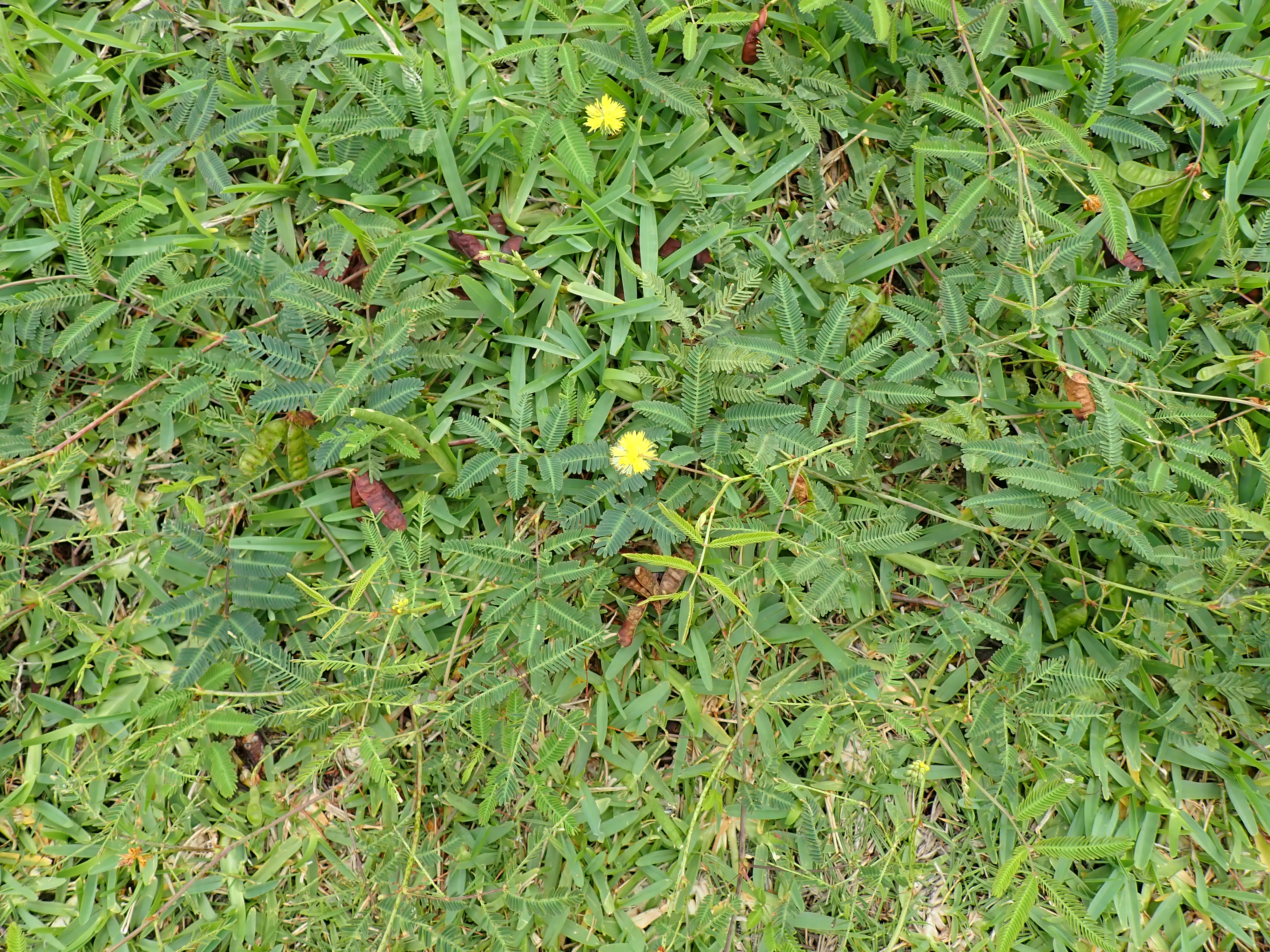
オカミズオジギソウの草姿

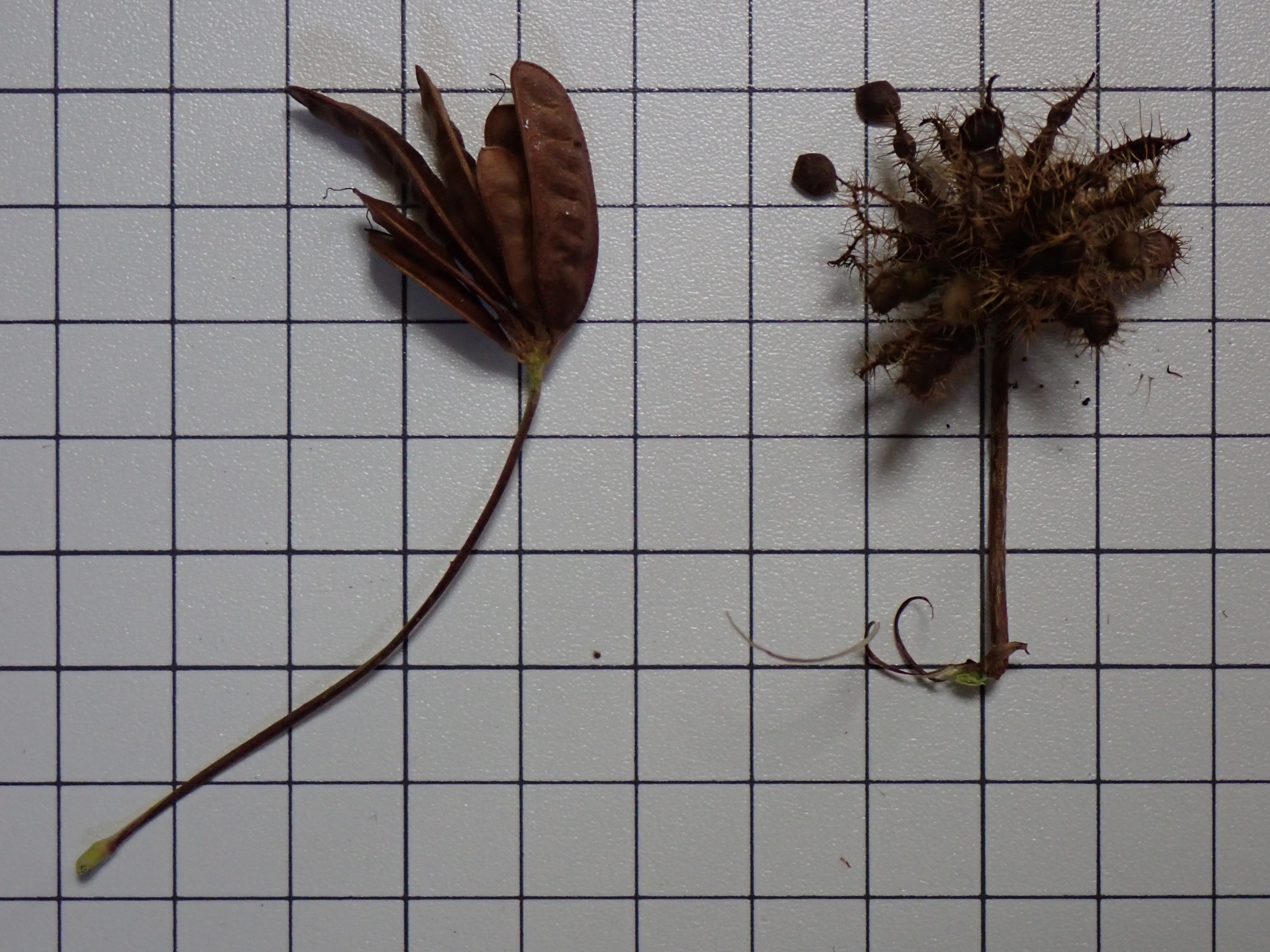
オカミズオジギソウの豆果（左）とオジギソウ（右）の節果の比較：オカミズオジギソウの豆果は毛が少なく、種子１個毎の断片には分かれていない

オカミズオジギソウ（学名：Neptunia pubescens）はマメ科ミズオジギソウ属の多年草。

## 特徴
草丈5–20 cm。葉は2回羽状複葉が互生し羽片3対、羽片長3 cm。小葉は全縁。オジギソウより葉が細身で、葉に触れると閉じるが、その速度は少し遅い。茎に刺は無く、地を這うように群生する。黄色で径1cmの頭花を夏〜秋に咲かせる。頭花は葉腋から出る細い花軸の先に単生して下垂する。豆果は長さ3 cmの長楕円形で5–15個が下向きに束生、豆果表面の毛は少ない。

## 分布と生育環境、利用
熱帯アメリカ原産。沖縄には復帰前後に帰化。広場、草地や空地に生育する。緑肥用。ミナミキチョウやヒメシルビアシジミの幼虫の食草となる。
米国では石灰岩質のようなアルカリ性土壌に生育し、シジミチョウ科Hemiargus属幼虫の食草となり、花はハチや蝶を引き付けるとされる。

## 近縁種
オカミズオジギソウは陸生だが、水生の多年草としてミズオジギソウNeptunia oleraceaが新旧両大陸の熱帯に分布する。静水域では水面に浮かび生育し、東南アジアでは野菜として栽培利用される。
ミズオジギソウ属Neptuniaは刺を持たず、豆果が種子１個を含む断片に分かれないこと等でオジギソウ属と区別できる。